# 桑田熊蔵

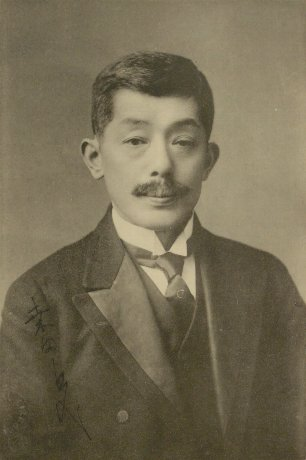
桑田熊蔵

桑田 熊蔵（くわだ くまぞう、1868年12月30日（明治元年11月17日） - 1932年（昭和7年）12月10日）は、日本の法学者。学位は法学博士。貴族院多額納税者議員。工場法実現のために尽力した。

## 経歴
現在の鳥取県倉吉市に大地主･桑田藤十郎の長男として生まれる。1893年（明治26年）帝国大学法科大学（現･東京大学法学部）卒業。さらに大学院に進み、労働問題を専攻する。1896年（明治29年）金井延らとともに社会政策学会を起こし、社会問題研究のためにヨーロッパに留学。帰国後は労働者の実態調査に従事し、1904年（明治37年）法学博士。
1920年（大正9年）中央大学教授。1930年（昭和5年）中央大学経済学部長等を歴任した。
1904年（明治37年）鳥取県多額納税者として貴族院議員に互選され、同年9月29日から、1918年（大正7年）9月28日まで2期在任した。また、友愛会、中央慈善協会、協調会、日本赤十字社などの役員も歴任した。墓所は多磨霊園。

## 栄典
- 1932年（昭和7年）12月10日 - 昭和六年乃至九年事変従軍記章[4]

- 1916年（大正5年）11月28日 - ロシア帝国：神聖スタニスラス星章付第二等勲章[5]

## 著書
- 『欧洲労働問題の大勢』有斐閣、1899年。
- 『工業経済論』有斐閣、1907年。
- 『工場法と労働保険』最近経済問題、隆文館 、1908年。
- 『欧洲最近の社会問題』有斐閣書房、1917年。
- 『欧洲戦後の社会運動』有斐閣、1923年。
- 『法学博士桑田熊蔵遺稿集』桑田一夫編、桑田一夫、1934年。
  - 『法学博士桑田熊蔵遺稿集 伝記・桑田熊蔵』伝記叢書、桑田一夫編、大空社、1989年。

監修
- 『すぐ頭に入る刑法精解』一心社、1936年。
- 『すぐ頭に入る民法精解』一心社、1936年。
- 『新会社法精解』テンセン社、1938年。

## 親族
娘･二葉は官僚､政治家の町村金五に嫁いだ。金五の次男が官僚、政治家の町村信孝である。もう一人の娘・千枝子は、河合良成に嫁し、良一の母。
弟は東大教授の桑田芳蔵、阪大教授の桑田六郎。